# Долиняны (Львовская область)
Долиняны (укр. Долиняни) — село в Городокской городской общине Львовского района Львовской области Украины.
Население по данным 2016 года составляло 635 человек. Население по переписи 2001 года составляло 670 человек. Занимает площадь 2,18 км². Почтовый индекс — 81504. Телефонный код — 03231.